# Liste in der Mongolei vorhandener Dampflokomotiven
Dies ist eine Liste erhaltener Dampflokomotiven auf dem Gebiet der Mongolei.

## Breitspurlokomotiven 1524 mm
| Bild | Nummer oder Name     | Bauart / Achsfolge | Hersteller | Fabrik-nr. | Baujahr | Historie      | Eigentümer / Betreiber / Strecke | Standort    | Bemerkungen                                        |
| ---- | -------------------- | ------------------ | ---------- | ---------- | ------- | ------------- | -------------------------------- | ----------- | -------------------------------------------------- |
|      | SŽD P36-0228         | 2’D2               | Kolomna    | 10397      | 1956    |               | SŽD-Baureihe П36                 | Ulaanbaatar | Denkmallokomotive, Freiluftmuseum Dund Gol station |
|      | SŽD S-116 / Su208-88 | 1’C1               | Kolomna    | 7218       | 1933    |               | SŽD-Baureihe Су                  | Ulaanbaatar | Denkmallokomotive, Freiluftmuseum Dund Gol station |
|      | SŽD E-266            | 1’E h2             | Alco       | 72222      | 1944    | ex USATC 6269 | SŽD-Baureihe Е                   | Ulaanbaatar | Denkmallokomotive, Freiluftmuseum Dund Gol station |
|      | SŽD L-3167           | 1’E                | Lugansk    | 14918      | 1953    |               | SŽD-Baureihe Л (1945)            | Ulaanbaatar | Denkmallokomotive                                  |

## Schmalspurlokomotiven 750 mm
| Bild | Nummer oder Name | Bauart / Achsfolge | Hersteller               | Fabrik-nr. | Baujahr | Historie | Eigentümer / Betreiber / Strecke | Standort    | Bemerkungen                                        |
| ---- | ---------------- | ------------------ | ------------------------ | ---------- | ------- | -------- | -------------------------------- | ----------- | -------------------------------------------------- |
|      | SŽD 159-469      | D                  | Podolsk Locomotive Works | 469        | 1937    |          | SŽD-Baureihe 159                 | Ulaanbaatar | Denkmallokomotive, Freiluftmuseum Dund Gol station |